# Alain Raimbault
Pour les articles homonymes, voir Raimbault.
 (mars 2025).
Si vous disposez d'ouvrages ou d'articles de référence ou si vous connaissez des sites web de qualité traitant du thème abordé ici, merci de compléter l'article en donnant les références utiles à sa vérifiabilité et en les liant à la section « Notes et références ».
Alain Raimbault est un poète et romancier français né à Paris le 28 janvier 1966.

## Biographie
Après avoir été enseignant de français, d'histoire et de géographie à Bressuire, il émigre au Canada en 1998 et obtient un poste d’enseignant à l’école Rose-des-Vents de Greenwood en Nouvelle-Écosse, école francophone de la vallée d'Annapolis. Il a publié des poèmes et des nouvelles dans diverses revues de la francophonie. Il écrit des romans pour la jeunesse, des recueils de poésies dont des haïkus et des romans pour adultes. Il vit à Longueuil, au Québec, depuis 2011 
En 2006, il a obtenu le prix Grand-Pré pour l'ensemble de son œuvre et en 2007 le prix Émile-Ollivier remis par le Conseil supérieur de la langue française à Québec.[réf. nécessaire]

## Publications
Poésie
- Mon île muette, recueil de haïkus, Éditions David, Ottawa, 2001
- L’absence au jour, poésie, Éditions David, Ottawa, 2002
- New York loin des mers, recueil de haïkus, Éditions David, Ottawa, 2002
- Partir comme jamais, poésie, Éditions David, Ottawa, 2005
- Terminus ventre-ville, poésie, Éditions Mouton noir Acadie, Moncton, 2024

Jeunesse
- Herménégilde l’Acadien, collection Plus, éditions Hurtubise HMH, Montréal, 2000
- L’Arbre à chaussettes, éditions Hurtubise HMH, Montréal, 2001
- Le soufflé de mon père, Soulières éditeur, Saint-Lambert, 2002
- Petits bonheurs, collection Sésame, éditions Pierre Tisseyre, Montréal, 2002
- L’île aux loups, collection Sésame, éditions Pierre Tisseyre, Montréal, 2003
- Fortune de mer, éditions Chenelière/McGraw-hill, Montréal, 2003
- Un étrange phénomène, éditions Hurtubise HMH, Montréal, 2003
- Un jour merveilleux, collection Sésame, éditions Pierre Tisseyre, Montréal, 2004
- Dodo les canards, Soulières éditeur, Saint-Lambert, 2005
- Le ciel en face, éditions Bouton d’or Acadie, Moncton, 2005
- Capitaine Popaul, éditions Hurtubise HMH, Montréal, 2008
- La jeune lectrice, éditions Bouton d’or Acadie, Moncton, 2008
- Capitaine Popaul 2: le retour, éditions Hurtubise HMH, Montréal, 2009
- La blessure, Éditions Z'ailées, Ville-Marie, Québec, 2010
- Un trou dans le cœur, Soulières éditeur, Saint-Lambert, 2011
- L'éléphant Plume et le rat Bougri, éditions Bouton d’or Acadie, Moncton, 2011
- Les grands z'inventeurs, Soulières éditeur, Saint-Lambert, 2012
- Jacques Cartier, Éditions de l'Isatis, Montréal, 2012
- Championne d'expo-sciences? Éditions La courte échelle, Montréal, 2014
- Alexander Graham Bell, Éditions de l'Isatis, Montréal, 2014
- Joseph-Elzéar Bernier,  Éditions de l'Isatis, Montréal, 2015
- Joseph Broussard dit Beausoleil,  Éditions de l'Isatis, Montréal, 2016
- Les grands z'inventeurs prise deux, Soulières éditeur, Rimouski, 2024

Roman
- Roman et Anna, éditions Hurtubise HMH, Montréal, 2006
- Confidence à l'aveugle, éditions Hurtubise HMH, Montréal, 2008
- Effacé, éditions L'instant même, Québec, 2018
- Hier pour rien, éditions L'instant même, Québec, 2023

Récit et nouvelle
- Inventaire du Sud, éditions L'instant même, Québec, 2010
- Sans gravité, éditions L'instant même, Québec, 2020

### Prix et distinctions
- Prix Émile-Ollivier 2007
- Prix de mérite pour un artiste établi 2007